# Långörad tanrek
Långörad tanrek (Geogale aurita) är en art i familjen tanrekar. Den är ensam i sitt släkte och listas vanligen i en egen underfamilj, Geogalinae, men några zoologer räknar den till underfamiljen ristanrekar.

## Beskrivning
Arten lever på marken och har sitt utbredningsområde på Madagaskar. Kroppslängden ligger vanligen mellan 6 och 7 centimeter och därtill kommer en cirka 3 centimeter lång svans. Den runda svansen är täckt med fjäll och fina hår. Vikten är mellan 5 och 8 gram. Arten kännetecknas av stora öron, 34 tänder och en gulbrun till rödaktig pälsfärg. Alla fötter har fem tår. Liksom andra tanrekar har den en kloaköppning och hannarnas testiklar ligger inne i kroppen.
Långörad tanrek anpassar sin kroppstemperatur till lufttemperaturen. Bara dräktiga honor har en förhöjd kroppstemperatur. Därför har djuret under kalla årstider en förminskad ämnesomsättning. Ofta faller den under vintern i dvala (torpor).
Arten lever främst i torra och varma regioner av Madagaskar. Den är aktiv på natten och vanligen lever varje individ ensam. Den hittar födan med hjälp av de väl utvecklade lukt- och hörselsinnen, synen är däremot försvagad. Födan utgörs främst av insekter som termiter men djuret äter även andra ryggradslösa djur.
Individerna bildar troligen flockar. Vid ett ställe hittades 21 långörade tanrekar. Honornas dräktighet är beroende på lufttemperaturen och varar i 54 till 69 dagar. Per kull föds ett till fem blinda och hjälplösa ungdjur. Efter tre till fem veckor öppnar de ögonen för första gången och kort efteråt sluter honan att ge di. Livslängden i naturen är okänd, individer i fångenskap blev upp till 2,5 år gamla.
Beståndet är jämförelsevis stort och arten räknas av IUCN som livskraftig.